# 巴巴伊
49°53′44″N 36°11′33″E / 49.89556°N 36.19250°E

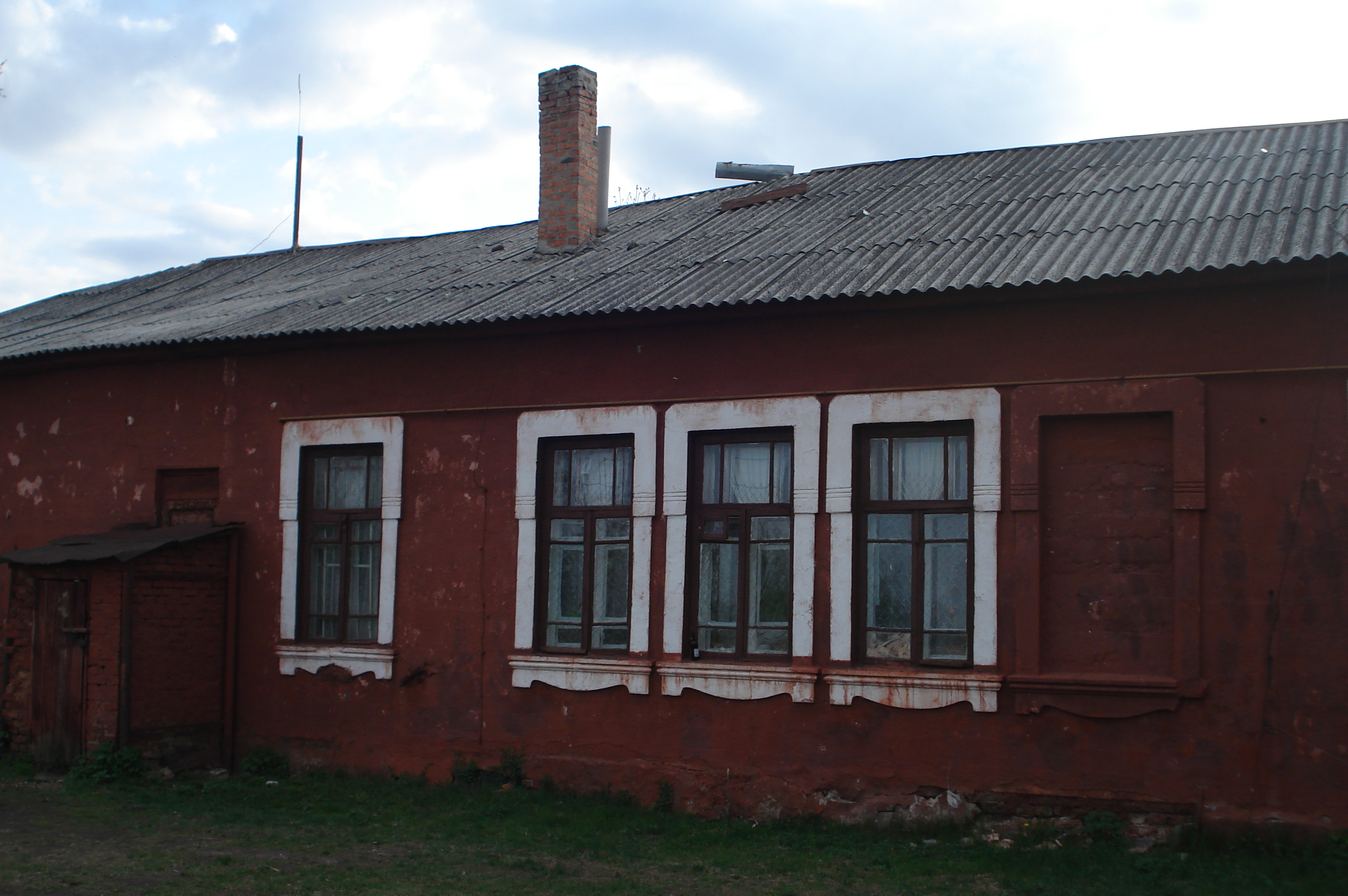
始建于二战前的学校

巴巴伊（烏克蘭語：Бабаї），是烏克蘭東部哈爾科夫州哈爾科夫區维索基市镇内的市級鎮。處於烏達河畔，始建於1643年，面積5.88平方公里，2001年人口7,304，人口密度每平方公里1,242.2人。